# Ubaté
Ubaté est une municipalité située dans le département de Cundinamarca, en Colombie. La ville, de son vrai nom Villa de San Diego de Ubaté, en l'honneur de son fondateur, est considérée comme la capital lechera (la capitale laitière) de Colombie.